# Historique du parcours européen du United HC Tongeren
 (juin 2020).
Cet article présente les différentes campagnes européennes réalisées par le club belge du United HC Tongeren depuis sa fondation en 1970.

## Section homme

### Coupes d'Europe

#### 2000-2001
Coupe des vainqueurs de coupe
|   | Tour                        | Club               | Aller | Total | Retour | Club            |   |
| - | --------------------------- | ------------------ | ----- | ----- | ------ | --------------- | - |
| 1 | Troisième tour préliminaire | United HC Tongeren | 15-16 | 31-41 | 16-25  | RK Zamet Rijeka | 2 |

#### 2003-2004
Ligue des champions
|   | Tour                      | Club               | Aller | Total | Retour | Club                  |   |
| - | ------------------------- | ------------------ | ----- | ----- | ------ | --------------------- | - |
| 3 | Premier tour préliminaire | United HC Tongeren | 25-26 | 46-62 | 21-35  | MSK Povazská Bystrica | 4 |

Coupe EHF
|   | Tour                       | Club               | Aller | Total | Retour | Club        |   |
| - | -------------------------- | ------------------ | ----- | ----- | ------ | ----------- | - |
| 5 | Deuxième tour préliminaire | United HC Tongeren | 26-20 | 46-47 | 20-27  | RK Bjelovar | 6 |

#### 2004-2005
Coupe des vainqueurs de coupe
|   | Tour                       | Club              | Aller | Total | Retour | Club               |   |
| - | -------------------------- | ----------------- | ----- | ----- | ------ | ------------------ | - |
| 7 | Deuxième tour préliminaire | HK Drott Halmstad | 32-21 | 68-50 | 35-19  | United HC Tongeren | 8 |

#### 2005-2006
Ligue des champions
|   | Tour                      | Club               | Aller | Total | Retour | Club               |    |
| - | ------------------------- | ------------------ | ----- | ----- | ------ | ------------------ | -- |
| 9 | Premier tour préliminaire | United HC Tongeren | 29-31 | 53-62 | 24-31  | HC Granitas Kaunas | 10 |

Coupe EHF
|    | Tour                        | Club               | Aller | Total | Retour | Club           |    |
| -- | --------------------------- | ------------------ | ----- | ----- | ------ | -------------- | -- |
| 11 | Deuxième tour préliminaire  | United HC Tongeren | 25-21 | 49-44 | 24-23  | ASK-AB.LV Riga | 12 |
| 13 | Troisième tour préliminaire | United HC Tongeren | 20-26 | 40-62 | 20-36  | CD Bidasoa     | 14 |

#### 2006-2007
Coupe Challenge
|    | Tour                        | Club          | Aller | Total | Retour | Club               |    |
| -- | --------------------------- | ------------- | ----- | ----- | ------ | ------------------ | -- |
| 15 | Troisième tour préliminaire | Alpla HC Hard | 26-23 | 63-55 | 37-22  | United HC Tongeren | 16 |

#### 2007-2008
Coupe EHF
|    | Tour                      | Club               | Aller | Total | Retour | Club             |    |
| -- | ------------------------- | ------------------ | ----- | ----- | ------ | ---------------- | -- |
| 17 | Premier tour préliminaire | United HC Tongeren | 28-29 | 46-55 | 18-26  | HV KRAS/Volendam | 18 |

#### 2008-2009
Coupe des vainqueurs de coupe
|    | Tour                      | Club               | Aller | Total | Retour | Club               |    |
| -- | ------------------------- | ------------------ | ----- | ----- | ------ | ------------------ | -- |
| 19 | Premier tour préliminaire | RK Sutjeska Nikšić | 22-20 | 44-43 | 22-23  | United HC Tongeren | 20 |

#### 2009-2010
Coupe des vainqueurs de coupe
|    | Tour                        | Club               | Aller | Total | Retour | Club      |    |
| -- | --------------------------- | ------------------ | ----- | ----- | ------ | --------- | -- |
| 21 | Troisième tour préliminaire | United HC Tongeren | 28-29 | 49-58 | 21-29  | BSV Berne | 22 |

#### 2010-2011
Coupe EHF
|    | Tour                       | Club                     | Aller | Total | Retour | Club               |    |
| -- | -------------------------- | ------------------------ | ----- | ----- | ------ | ------------------ | -- |
| 23 | Premier tour préliminaire  | United HC Tongeren       | 36-21 | 69-40 | 33-19  | Teramo Handball    | 24 |
| 25 | Deuxième tour préliminaire | Étoile rouge de Belgrade | 25-23 | 49-48 | 24-25  | United HC Tongeren | 26 |

#### 2011-2012
Coupe des vainqueurs de coupe
|    | Tour                        | Club               | Aller | Total | Retour | Club         |    |
| -- | --------------------------- | ------------------ | ----- | ----- | ------ | ------------ | -- |
| 27 | Troisième tour préliminaire | United HC Tongeren | 31-24 | 55-57 | 24-33  | RK Vojvodina | 28 |

#### 2012-2013
Coupe EHF
|    | Tour                      | Club               | Aller | Total | Retour | Club             |    |
| -- | ------------------------- | ------------------ | ----- | ----- | ------ | ---------------- | -- |
| 29 | Premier tour préliminaire | United HC Tongeren | 25-26 | 54-66 | 29-40  | Elverum Handball | 30 |

#### 2013-2014
Coupe Challenge
|    | Tour                        | Club               | Aller | Total | Retour | Club         |    |
| -- | --------------------------- | ------------------ | ----- | ----- | ------ | ------------ | -- |
| 31 | Troisième tour préliminaire | United HC Tongeren | -     | -     | -      | HB Dudelange | 32 |

### Benelux liga

#### 2008
La final Four de cette édition s'est déroulé à Lommel
|   | Tour              | Club               | Aller | Total | Retour | Club               |   |
| - | ----------------- | ------------------ | ----- | ----- | ------ | ------------------ | - |
| 1 | Tour préliminaire | United HC Tongeren | 32-30 | 63-54 | 31-24  | Hellas Den Haag    | 2 |
| 3 | Demi finale       | United HC Tongeren |       | 32-35 |        | Eurotech Bevo HC   | 4 |
| 5 | finale des battus | Initia HC Hasselt  |       | 30-27 |        | United HC Tongeren | 6 |

#### 2008-2009
Cette édition est inconnues, si vous les connaissez, n’hésitez pas à créer un tableau, merci d'avance!

#### 2009-2010
Les matchs en phase de poule du United HC Tongeren sont inconnues, si vous les connaissez, n’hésitez pas à créer un tableau avec les rencontres de cette édition, les équipes rencontrées sont les clubs néerlandais du HV KRAS/Volendam, E&O, HV Fiqas Aalsmeer et Eurotech Bevo HC et les clubs belges sont le Initia HC Hasselt, le KV Sasja HC Hoboken et le Achilles Bocholt, merci d'avance!
| Tour              | Club             | Aller | Total | Retour | Club               |
| ----------------- | ---------------- | ----- | ----- | ------ | ------------------ |
| Demi finale       | HV KRAS/Volendam |       | 22-19 |        | United HC Tongeren |
| finale des battus | E&O              |       | 34-33 |        | United HC Tongeren |

#### 2010-2011
| Tour                    | Club               | Aller | Total | Retour | Club               |
| ----------------------- | ------------------ | ----- | ----- | ------ | ------------------ |
| Phase de poule Groupe A | United HC Tongeren | 30-16 | 66-37 | 36-21  | HC Atomix          |
| Phase de poule Groupe A | United HC Tongeren | 27-29 | 62-56 | 35-27  | Achilles Bocholt   |
| Phase de poule Groupe A | United HC Tongeren | 28-31 | 56-59 | 28-28  | Initia HC Hasselt  |
| Phase de poule Groupe A | E&O                |       | 29-21 |        | United HC Tongeren |
| Phase de poule Groupe A | Eurotech Bevo HC   |       | 31-39 |        | United HC Tongeren |
| Demi-finale             | United HC Tongeren |       | 25-26 |        | HC Berchem         |
| finale des battus       | United HC Tongeren |       | 32-22 |        | Initia HC Hasselt  |

#### 2011-2012
| Tour                    | Club               | Aller | Total | Retour | Club                     |
| ----------------------- | ------------------ | ----- | ----- | ------ | ------------------------ |
| Phase de poule Groupe B | United HC Tongeren | 26-19 | 66-37 | 28-23  | initia HC Hasselt        |
| Phase de poule Groupe B | United HC Tongeren | 30-25 | 56-53 | 26-28  | Achilles Bocholt         |
| Phase de poule Groupe B | HBC Bascharage     |       | 23-35 |        | United HC Tongeren       |
| Phase de poule Groupe B | HB Dudelange       |       | 24-29 |        | United HC Tongeren       |
| Phase de poule Groupe B | United HC Tongeren | 39-32 | 72-59 | 33-27  | Sporting Neerpelt-Lommel |
| Phase de poule Groupe B | United HC Tongeren |       | 26-18 |        | HV Fiqas Aalsmeer        |
| Phase de poule Groupe B | United HC Tongeren |       | 20-22 |        | HV KRAS/Volendam         |
| Demi-finale             | United HC Tongeren |       | 27-32 |        | Initia HC Hasselt        |
| finale des battus       | United HC Tongeren |       | 33-23 |        | OCI Limburg Lions Geleen |

#### 2012-2013
| Tour                    | Club               | Aller | Total | Retour | Club                 |
| ----------------------- | ------------------ | ----- | ----- | ------ | -------------------- |
| Phase de poule Groupe B | United HC Tongeren | 30-24 | 60-51 | 30-27  | HV KRAS/Volendam     |
| Phase de poule Groupe B | United HC Tongeren | 31-21 | 54-55 | 23-34  | E&O                  |
| Phase de poule Groupe B | United HC Tongeren | 32-33 | 60-67 | 28-34  | Achilles Bocholt     |
| Phase de poule Groupe B | United HC Tongeren | 32-20 | 60-46 | 28-26  | Red Boys Differdange |
| Phase de poule Groupe B | United HC Tongeren | 26-21 | 53-45 | 27-24  | HB Esch              |

#### 2013-2014
| Tour                    | Club               | Aller | Total | Retour | Club                     |
| ----------------------- | ------------------ | ----- | ----- | ------ | ------------------------ |
| Phase de poule Groupe A | United HC Tongeren | -     | -     | 26-29  | HB Esch                  |
| Phase de poule Groupe A | United HC Tongeren | -     | -     | 31-30  | Sporting Neerpelt-Lommel |
| Phase de poule Groupe A | United HC Tongeren | 22-26 | -     | -      | OCI Limburg Lions Geleen |
| Phase de poule Groupe A | United HC Tongeren | -     | -     | -      | HB Dudelange             |
| Phase de poule Groupe A | United HC Tongeren | 34-30 | -     | -      | JMS Hurry-Up Zwartemeer  |
| Phase de poule Groupe A | United HC Tongeren | -     | -     | -      | Initia HC Hasselt        |

## Bilan
Mise à jour après le match Elverum Handball-United HC Tongeren (le 15 septembre 2012).
| Coupe                         | Matchs Joués | Victoires | Nuls | Défaites | Buts marqués | Buts encaissés |
| Ligue des champions           | 4            | 0         | 0    | 4        | 99           | 124            |
| Coupe EHF                     | 14           | 2         | 0    | 12       | 352          | 363            |
| Coupe des vainqueurs de coupe | 8            | 0         | 0    | 8        | 198          | 210            |
| Coupe Challenge               | 1            | 0         | 0    | 1        | 63           | 55             |
| Total                         | 27           | 2         | 0    | 25       | 712          | 752            |

### Adversaires européens
- Alpla HC Hard
- RK Bjelovar
- RK Zamet Rijeka
- CD Bidasoa
- Teramo Handball
- ASK-AB.LV Riga
- HC Granitas Kaunas
- HB Dudelange
- RK Sutjeska Nikšić
- Elverum Handball
- HV KRAS/Volendam
- RK Vojvodina
- MSK Povazská Bystrica
- HK Drott Halmstad
- BSV Berne

### Adversaires en Benelux liga
- Achilles Bocholt
- HC Atomix
- KV Sasja HC Hoboken
- Initia HC Hasselt
- Sporting Neerpelt-Lommel
- HBC Bascharage
- HB Dudelange
- HB Esch
- HC Berchem
- Red Boys Differdange
- Eurotech Bevo HC
- E&O
- Hellas Den Haag
- HV Fiqas Aalsmeer
- HV KRAS/Volendam
- JMS Hurry-Up Zwartemeer
- OCI Limburg Lions Geleen

## Section dame

### 1988-1989
Coupe des vainqueurs de coupe
|   | Tour               | Club           | Aller | Total | Retour | Club               |   |
| - | ------------------ | -------------- | ----- | ----- | ------ | ------------------ | - |
| 1 | Seizième de finale | Sverresborg IF | 25-7  | 38-15 | 13-8   | United HC Tongeren | 2 |

### 1989-1990
Coupe des vainqueurs de coupe
|   | Tour              | Club               | Aller | Total | Retour | Club            |   |
| - | ----------------- | ------------------ | ----- | ----- | ------ | --------------- | - |
| 3 | Tour préliminaire | United HC Tongeren | 15-18 | 27-38 | 12-20  | Valur Reykjavík | 4 |